# Jussi Björling

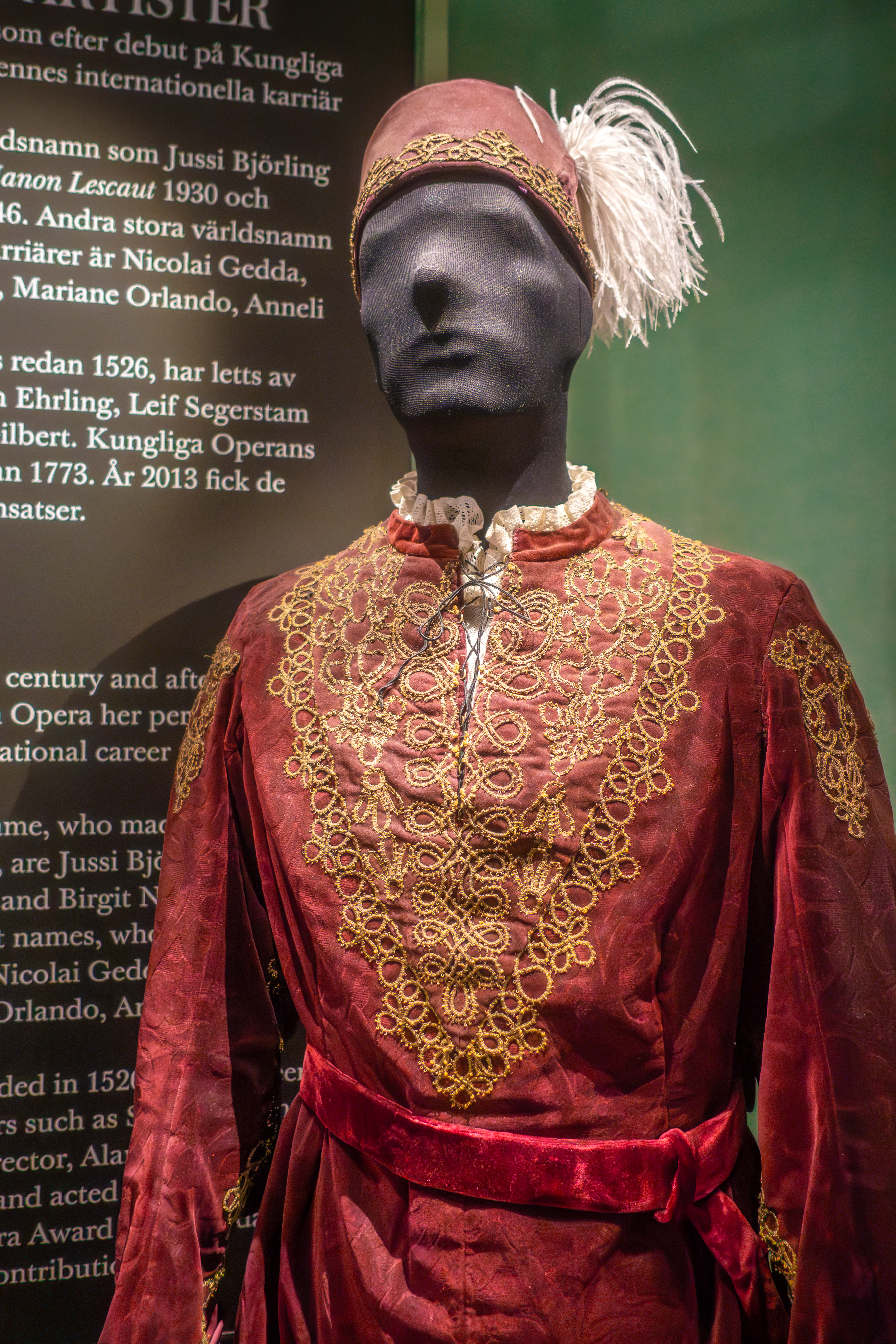
Jussi Björlings teaterdräkt från en föreställning 1926. (Kungliga Operan)

Johan Jonatan "Jussi" Björling, född 5 februari 1911 i Borlänge, död 9 september 1960 på Siarö i Stockholms skärgård, var en svensk opera- och konsertsångare (tenor). Björling utnämndes till hovsångare 1944, belönades med Litteris et Artibus 1945 och invaldes som ledamot 675 av Kungliga Musikaliska Akademien 1956.

## Biografi
Björling föddes i Stora Tuna socken i Borlänge och var bror till sångarna Olle Björling och Gösta Björling. De tre bröderna skolades först i sång av sin far, sångaren David Björling, och turnerade under namnet Björlingkvartetten i Nordamerika och Norden. Senare en kort tid även tillsammans med lillebror Karl Björling. Sedan fadern dött hamnade Jussi Björling som springpojke i Ystad, där violinisten och bassångaren Salomon Smith ordnade kontakt med operasångaren Martin Öhman, för vilken Björling sedan provsjöng 1928. Han fick 21 augusti 1928 provsjunga för Kungliga Operans chef John Forsell, som i sin anteckningsbok noterade Märkvärdigt bra, fenomen. 17 år. Bör anammas o skötas! Bör kunna bli ngt Han antogs därefter till Stockholms musikkonservatorium, med samme Forsell och Tullio Voghera (1879–1943) som lärare.
Första gången som Björling framträdde i en operaroll var den 21 juli 1930 på Kungliga teatern i Stockholm i rollen som lykttändaren i Puccinis Manon Lescaut. Hans debut i en huvudroll ägde rum en månad senare den 20 augusti 1930, i rollen som Don Ottavio i Mozarts Don Juan. Björling fick anställning på Operan 1931 och blev kvar där till 1938, en expansiv period med cirka 40 nya stora roller, främst inom den franska och italienska repertoaren. Genombrottet för Björling kom när han den 29 juli 1931 uppträdde på Tivoli i Köpenhamn och en samstämmig kritikerkår lovordade hans sång. 
Den internationella karriären tog fart först 1935 i Europa och 1937 i USA. Björling slog igenom internationellt i Wien 1936 som Rodolphe i La bohème, Manrico i Trubaduren och Radamès i Aida. Metropolitan Opera, La Scala i Milano, Covent Garden i London, operan i Wien, Chicago och San Francisco – överallt gjorde han succé. Hans paradroller var exempelvis i Rigoletto, Tosca, Aida, La bohème och Faust. Med avbrott för kriget, var Metropolitan i New York från 1938 och fram till hans död Björlings huvudscen. Under samma period gästspelade Björling 128 gånger på Operan i Stockholm. Han sjöng även in lite mera schlagerbetonade sånger under pseudonymen Erik Odde.
Björling blev kommendör av Vasaorden 1956. År 1959 tilldelades han Teaterförbundets guldmedalj för "utomordentlig konstnärlig gärning".
Före en konsert i London den 15 mars 1960 drabbades Björling av vad som antogs vara en hjärtattack, och knappt sex månader senare avled han under natten till den 9 september på familjens sommarställe på Siarö i Stockholms skärgård på grund av vad som ånyo antogs ha varit en ny hjärtattack. Hans fru larmade räddningstjänsten och en helikopter var snabbt på plats – med professor Sander Izikowitz och makarnas dotter Ann-Charlotte – men kunde endast konstatera dödsfallet. Björlings begravning i Engelbrektskyrkan den 19 september 1960 direktsändes i radio och tv. Han är gravsatt på Stora Tuna kyrkogård.
Björlings änka Anna-Lisa Björling gav 1970 i uppdrag till Stiftelsen Kungliga Teaterns Solister att förvalta en minnesfond och tilldela sångstipendier till sångsolister vid Operan, Jussi Björlingstipendiet.

## Familj

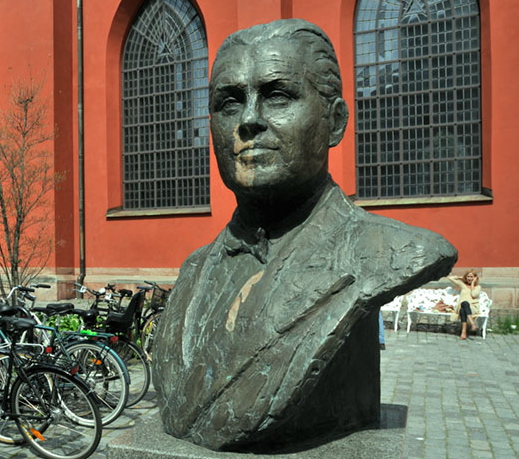
Byst av Jussi Björling utanför Sankt Jacobs kyrka i Stockholm.

Namnet Björling togs 1857 av målarmästaren Per Samuel Björling (1836–1898), tidigare Björn, i Östanå, Ovanåkers socken. Hans dotter Johanna var enligt familjetraditionen den första i släkten, som uppvisade ”märklig sångarbegåvning”. Stamfadern för den björlingska släkten var Olof Hansson (levde 1518), bergsman i Starbo i Norrbärke socken och nämndeman i Norrbärke, fjorton generationer före Jussi Björling.
Björling var son till sångaren David Björling och Ester Björling, född Sund (1882–1917). David Björling var född i Hälsingland, men uppvuxen i Finland i trakten av Björneborg, och flyttade i unga år tillbaka till Sverige. David Björlings föräldrar var Lars Johan Björling och Matilda Lönnqvist och det var farmodern Matilda som gav Jussi Björling smeknamnet Jussi, som sedan kom att bli hans förnamn. David Björling utbildade sig till verktygssmed och fick arbete i Borlänge.
Med Ingrid Anna Linnéa Hellström (1907–1953) fick Björling 1928 sonen Rolf Björling, även han operasångare (tenor).
Björling gifte sig 1935 i Stockholm med Anna-Lisa Berg, dotter till kammarmusikern John Berg. Med hustrun Anna-Lisa fick han barnen Anders (1936–2022), Lars (född 1939) och Ann-Charlotte Björling (född 1943). 
Den 9 april 1936 fick Björling dottern Kickie (Birgitta Kickie Hansson, gift med Frans Lennart Ekman), med ungdomsförälskelsen Eva Zander (1901–1995) i Asarum. Dit hade Björlingkvartetten kommit 1922 och då lärt känna Sven Bosson Zander, Evas far, som i egenskap av kyrkvaktmästare stod för deras konsertarrangemang. Kickie adopterades vid födseln av Björlings ekonomiske rådgivare, advokat Gösta Hansson, och hans fru Ebba Falck-Hansson. Björling behöll kontakterna med Eva Zander livet ut.

## Hälsotillstånd och dödsorsak

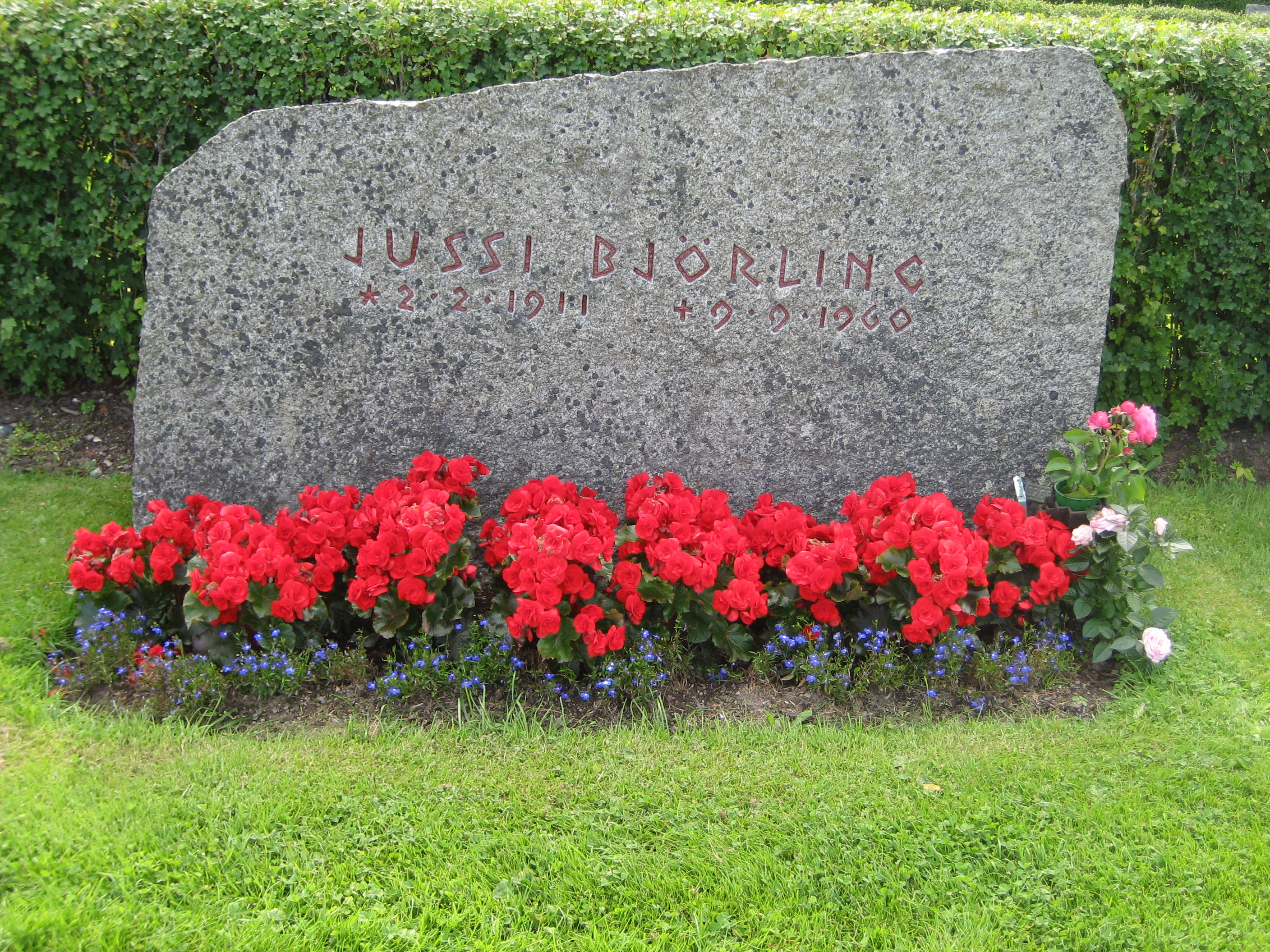
Jussi Björlings grav i Stora Tuna.

Det har spekulerats om Björlings hälsotillstånd och dödsorsak med bland annat spekulativa påståenden om hjärtinfarkter, som saknar påvisbart medicinskt underlag. Hjärtspecialisten professor Mårten Rosenqvist har, efter genomgång av Björlings medicinska journal och efter samråd med kollegor, gjort en sammanställning i Läkartidningen där den mest sannolika dödsorsaken bedöms vara kammararytmi.
Ur av Rosenqvist genomgångna journalanteckningar framgår att Björling hade högt blodtryck men hjärt-lungröntgen visade inga tecken på svikt eller hjärtförstoring. EKG-undersökningar under tiden 20 juli till 11 augusti 1960 visade ej tecken på påverkan av vänster hjärtkammare, ej heller på vare sig aktuell eller tidigare genomgången hjärtinfarkt, men däremot normal grundrytm på hjärtfrekvensen omväxlande med olika inslag av förmaksarytmier med ibland hög pulsfrekvens. Ytterligare eftergranskning av EKG-bilderna i Läkartidningen indikerade ett dolt Wolff-Parkinson-White-syndrom.

## Eftermäle

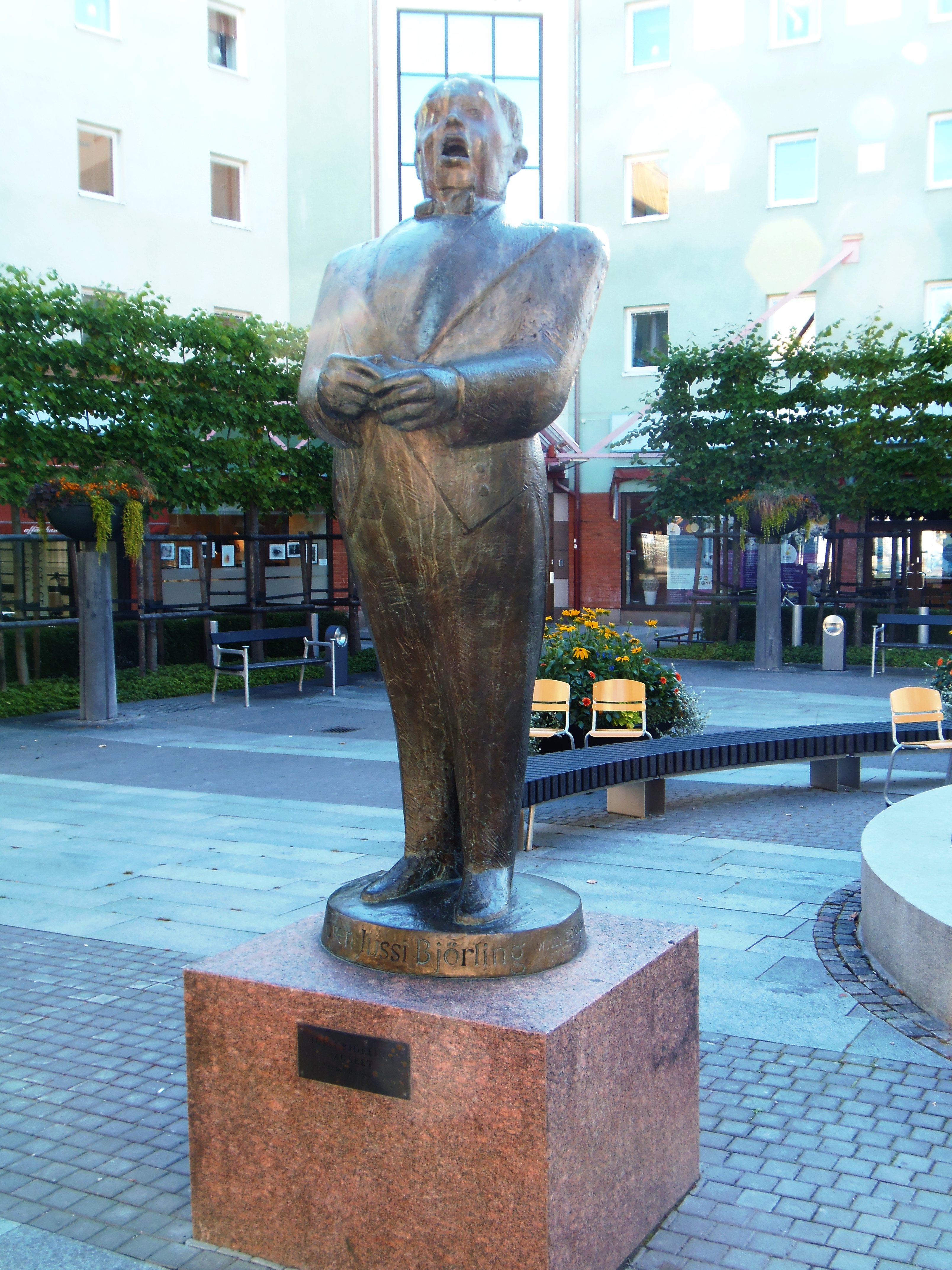
Jussi Björling som staty på torget i Borlänge, som uppkallats efter honom.

I en intervju i Svenska Dagbladet 1988 sade Luciano Pavarotti: ”När jag ska öva in en ny opera så lyssnar jag först på hur Jussi Björling gjorde den. Hans röst var unik, och det är hans väg jag vill vandra. Jag skulle mer än något annat önska att människor jämförde mig med Jussi Björling. Det är så jag strävar efter att sjunga.”
Björling blev 2015 invald i Swedish Music Hall of Fame.

## Filmografi
(60°29′10″N 15°26′02″Ö / 60.486204°N 15.433857°Ö
- 1938 – Fram för framgång
- 1953 – Resan till dej

## Diskografi
- Henrysson, Harald (2014). A Jussi Björling phonography: all preserved recordings, with CD & DVD issues (3., print ed). Stockholm: Jussi Björlingsällskapet. Libris 18243778. ISBN 9789163758645
  - Henrysson, Harald (1975). Förteckning (till sin huvuddel engelskspråkig) över ljudupptagningar med Jussi Björling och utgåvor av dessa. Specialarbete / Bibliotekshögskolan, 0347-1128; ht 1975:34. Borås. Libris 256734. http://bada.hb.se/handle/2320/7858 Arkiverad 18 augusti 2016 hämtat från the Wayback Machine. – Förarbete till diskografin ovan.
- Jussi Björling: a record list / [utg. av] Nationaldiskoteket. Discographies / Nationaldiskoteket ; 209. Copenhagen: Utg. 1969. Libris 276442
- Lockley, Tim. ”The recordings and broadcasts of Jussi Bjorling”. University of Warwick – School of Comparative American Studies. http://www2.warwick.ac.uk/fac/arts/cas/staff/lockley/bjorling/. Läst 28 juli 2016.
- Diskografi hos Discogs. Länken läst 8 november 2014.